# Léon Huygens

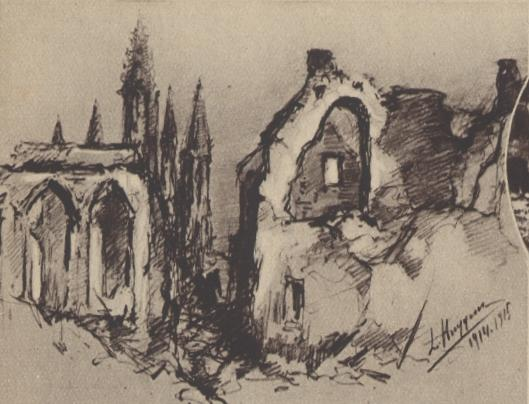
Schets door Léon Huygens van Nieuwpoort tijdens de Eerste Wereldoorlog.

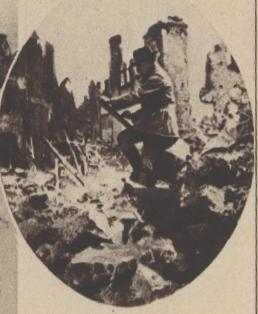
Léon Huygens aan het werk tussen de ruïnes van Nieuwpoort tijdens de Eerste Wereldoorlog.

Léon Huygens (Oudergem, 1876 - Parijs, 1919) was een Belgisch kunstschilder.

## Biografie
Léon Huygens volgde opleiding aan de Académie Royale des Beaux-Arts de Bruxelles en was gespecialiseerd in landschappen, onder meer van het Zoniënwoud en Nieuwpoort. Hij werd erkend als opkomend talent en kreeg in 1913 een tentoonstelling bij de Cercle Artistique et Littéraire. Tijdens de Eerste Wereldoorlog werd hij vrijwilliger bij het Belgische leger. In mei 1916 richtte hij samen met Alfred Bastien de Section Artistique de l'Armée Belge op. Dit initiatief werd gesteund door koning Albert en koningin Elisabeth en telde 26 artiesten. Hun opdracht was de oorlog en het leven aan het front in beeld te brengen; daarom worden ze ook frontschilders genoemd. Vier schilders - Léon Huygens, Alfred Bastien, Maurice Wagemans en André Lynen - kregen een onderkomen in Nieuwpoort en werden daar onder toezicht geplaatst van de compagnie van Sapeurs-pontonniers. In de kelder van een nabije woning richtten ze hun atelier in: la cave of la cagna. Voor het tijdschrift Les Annales schreef Huygens een verslag over de sfeer in die tijd. Voor de oorlog had Huygens al een atelier in Nieuwpoort.